# Смирнов, Николай Андреевич (сержант)
Никола́й Андре́евич Смирно́в (1916—1978) — Герой Советского Союза, помощник командира взвода 748-го стрелкового полка 206-й Корсуньской стрелковой дивизии 35-го гвардейского стрелкового корпуса 27-й армии 2-го Украинского фронта, сержант.

## Биография
Родился 9 апреля 1916 года в деревне Митинская ныне Кинешемского района Ивановской области в семье крестьянина. Русский.
Окончил 7 классов. Жил в городе Кинешме. Работал слесарем на заводе имени Калинина.
В Красной Армии с 1941 года. Отличился в боях за освобождение Молдавии и во время форсирования реки Днестр весной 1944 года.
В одном из боев осенью 1944 года Смирнов был тяжело контужен. Почти лишился слуха и речи. Тем не менее отказался уйти в тыл, остался на передовой в хозвзводе. Демобилизован по ранению в ноябре 1944 года.
Вернулся на родину, в город Кинешму. Работал слесарем на базе хлебопродуктов, руководил бригадой плотников.
Умер 27 ноября 1978 года. Похоронен на кладбище города Кинешмы.

## Награды
- Указом Президиума Верховного Совета СССР от 13 сентября 1944 года за образцовое выполнение заданий командования и проявленные мужество и героизм в боях с немецко-фашистскими захватчиками сержанту Смирнову Николаю Андреевичу присвоено звание Героя Советского Союза с вручением ордена Ленина и медали «Золотая Звезда» (№ 8273).
- Награждён орденом Отечественной войны 1-й степени (21.02.1944), медалями.

## Память
- В городе Кинешме, у проходной завода им. Калинина, был установлен бронзовый бюст, похищенный осенью 2002 года вандалами.
- Его имя увековечено на мемориале Героев-ивановцев в областном центре — городе Иванове.
- В городе Черкассы, Украина есть сквер и мемориал его имени